# Final de la FA Cup de 1926
La final de la FA Cup de 1926 fue un partido de fútbol disputado entre el Bolton Wanderers y Manchester City el 24 de abril de 1926 en el estadio de Wembley, en Londres; el encuentro se disputó ante 91 447 espectadores. El Manchester City accedió a la final después de haber ganado al Manchester United por 3:0, mientras que el Bolton derrotó al Swansea City por el mismo marcador.
Fue la vigésimo quinta final disputada en la historia de la FA Cup y la cuarta celebrada en el estadio de Wembley.
Cada equipo participó en varias rondas preliminares antes de acceder a la final. También jugaron la Football League First Division, donde el Bolton Wanderers terminó en octava posición, mientras que el Manchester City ocupó la penúltima plaza de la clasificación. En consecuencia, el Bolton llegó al partido como favorito después de haber logrado buenos resultados en la primera división. Finalmente, el club Bolton ganó la final con un gol de David Jack, futbolista inglés que militó durante ocho temporadas en el club.

## Antecedentes

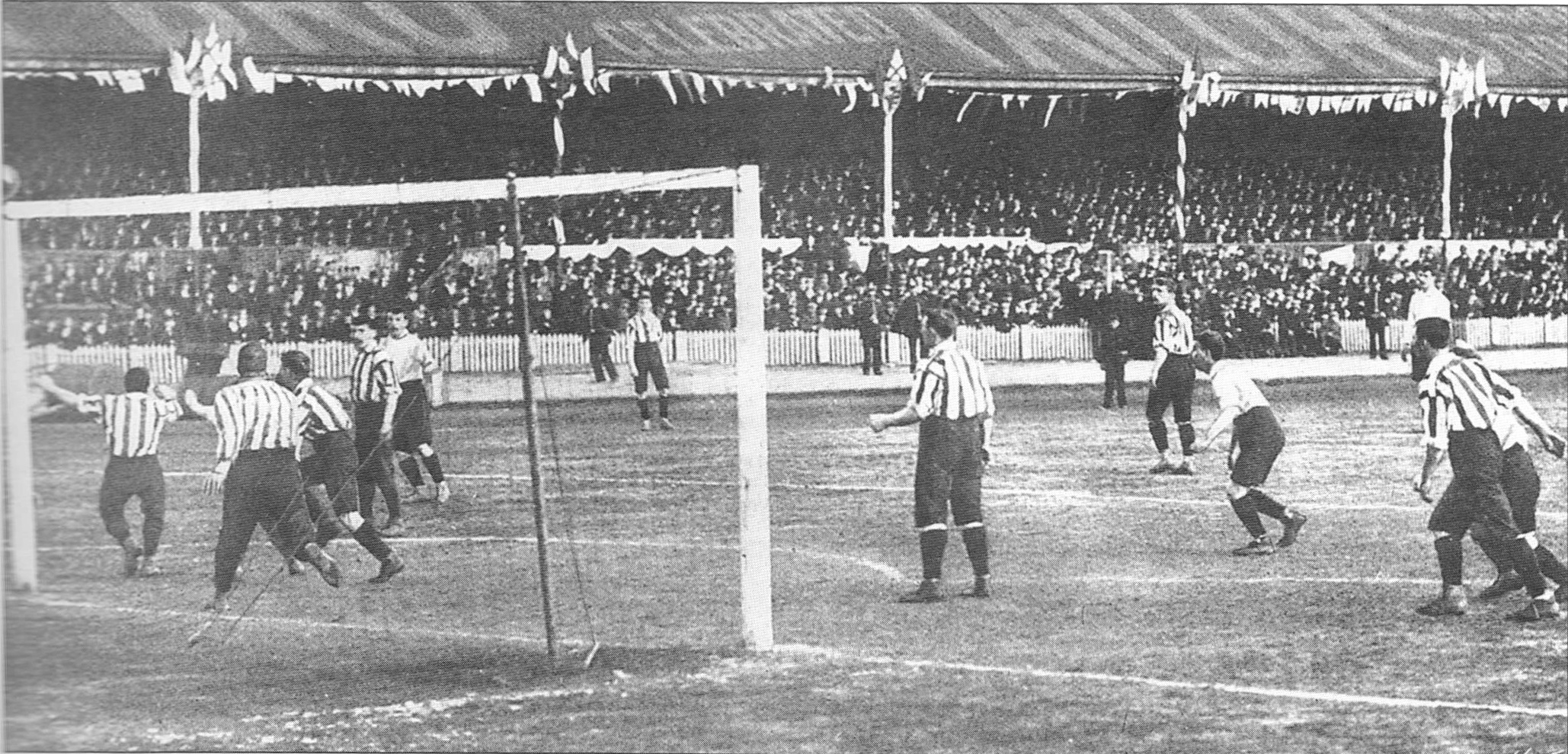
El Burnden Park fue el estadio oficial del Bolton Wanderers entre 1895 y 1997, reemplazado por el estadio Reebok.

Ambos equipos habían ganado la FA Cup en una ocasión antes de disputar la final de 1926. Sin embargo, se enfrentaron en la final de FA Cup de 1904 con victoria para el Manchester City por 1:0 con gol del futbolista galés Billy Meredith. Aquel precedente fue significativo para la historia del City, debido a que era la primera final disputada en la competición, mientras que el Bolton había jugado tres finales con un balance negativo: dos finales perdidas ante Notts County Football Club en 1894 y Manchester City en 1904 y una victoria ante West Ham United Football Club en 1923, en el primer encuentro disputado en el estadio Wembley con 126 047 espectadores.
De los dos equipos, el Bolton Wanderers mantuvo mejor registro al ocupar la octava posición en la clasificación de la Premier League, mientras que el City terminó en la vigésimo primera posición con treinta y cinco puntos. El City permaneció en la parte baja de la clasificación durante toda la temporada y fue el segundo equipo con mayor cantidad de goles encajados, con un total de cien, solo superado por el Burnley Football Club con ciento ocho goles en contra. Los dos partidos de liga entre los equipos en la temporada 1925-26 terminaron favorables para el Bolton Wanderers: una victoria por 5:1 en condición de local en el mes de noviembre y un empate como visitante en marzo, en el estadio Maine Road, Mánchester.
De acuerdo con los cambios realizados en la final de 1924, todas las entradas se vendieron con antelación para evitar sobrecupo en el estadio, un hecho ocurrido en la final de 1923. En ese entonces se vendieron 91 000 entradas, aunque se hicieron revisiones al recinto deportivo y encontraron que otras miles de personas accedieron al estadio excediendo la capacidad del mismo que era de 100 000; se cree que entraron entre 150 000 a 300 000 espectadores.
Algunos boletos para la entrada a la final se vendían por dos chelines, otros iban desde cinco chelines hasta una guinea. La mayoría de boletos se vendieron incluso antes de conocer a los dos finalistas del certamen. Como resultado, hubo gran cantidad de seguidores de ambos clubes, aunque otros fueron incapaces de pagar los boletos debido a los altos costos de las zonas más privilegiadas. Cerca de 1750 boletos fueron asignados exclusiva y directamente a los dos equipos, el Bolton presentó una protesta formal por la insuficiencia de su asignación. La empresa London, Midland and Scottish Railway asignó siete trenes especiales que fueron de Mánchester a Londres en vísperas del partido. Varios seguidores de los clubes viajaron a Londres sin entradas, con la esperanza de conseguir algún boleto fuera del estadio. Los ingresos económicos que dejó el partido fueron £ 23 157, un nuevo récord hasta ese entonces.
El Manchester City preparó el partido en un spa town (ciudad turística) llamada Buxton. Por su parte, Bolton Wanderers continuó con su habitual programa de entrenamiento durante varias semanas y antes del partido viajó al municipio de Harrow. Los once futbolistas que jugaron para el Bolton en la final de 1923 todavía se encontraban en el club a excepción de Alex Finney, ausente por lesión. Mientras que el delantero Jack Smith había sufrido una lesión que le imposibilitó jugar durante varias semanas, aunque se recuperó a tiempo y participó en el último partido de la Premier League antes de la eliminatoria.

## Camino a la final

### Bolton Wanderers
| Ronda     | Opositor           | Marcador |
| --------- | ------------------ | -------- |
| Tercera   | Accrington Stanley | 1 - 0    |
| Cuarta    | Bournemouth        | 2 - 2    |
| Cuarta    | Bournemouth        | 6 - 2    |
| Quinta    | South Shields      | 3 - 0    |
| Sexta     | Nottingham Forest  | 2 - 2    |
| Sexta     | Nottingham Forest  | 0 - 0    |
| Sexta     | Nottingham Forest  | 1 - 0    |
| Semifinal | Swansea City       | 3 - 0    |

Ambos equipos entraron a la competencia en la tercera ronda, el punto de partida para los clubes de Primera División. Antes de la final, el club se vio sorprendido en la cuarta ronda ante el AFC Bournemouth, un modesto equipo de la tercera división. Bill Cope, un destacado jugador del Bolton se lesionó después de jugar quince minutos, lo que supuso una desventaja. Sin embargo, Bolton logró anotar el primer gol en la primera parte aunque el Bournemouth remontó con dos goles al comienzo de la segunda parte. A cinco minutos del final David Jack anotaría el gol del empate (2:2).
En la quinta ronda del campeonato el club enfrentó de local al South Shields el 20 de febrero. El partido terminó 3:0 con goles de Joe Smith, Jack Smith y David Jack, este último mantuvo su efectividad goleadora después de anotar en cuarta y quinta ronda. La siguiente fase fue más pareja, ante el Nottingham Forest Football Club donde disputaron dos encuentros: el primero en condición de visitante y el siguiente de local. Ambos partidos fueron parejos, por lo que terminaron empatados 2:2 y 0:0. En una última instancia se efectuó otro encuentro el 15 de marzo para definir al equipo que participaría en la semifinal; finalmente Bolton Wanderers ganó 1:0 en Old Trafford y clasificaría a instancias finales. Ubicado en semifinales, el equipo a seguir fue Swansea City Association Football Club que no representó ningún peligro para las aspiraciones del Bolton después de un decisivo 3:0 en el estadio White Hart Lane.
En la final, el futbolista David Jack marcó el único gol del partido al minuto setenta y seis del segundo tiempo. Uno de los hechos más relevantes fue la expulsión sufrida por el jugador galés Ted Vizard que sería la primera de su carrera deportiva. Ante esta situación el árbitro solicitó un policía para que custodiara al jugador hasta la estación del tren, debido al nerviosismo de todas las personas y la importancia del campeonato.

### Manchester City
| Ronda     | Opositor          | Marcador |
| --------- | ----------------- | -------- |
| Tercera   | Corinthian        | 3 - 3    |
| Tercera   | Corinthian        | 4 - 0    |
| Cuarta    | Huddersfield Town | 4 - 0    |
| Quinta    | Crystal Palace    | 11 - 4   |
| Sexta     | Leyton Orient     | 6 - 1    |
| Semifinal | Manchester United | 3 - 0    |

La tercera ronda para los Citizens fue relativamente fácil después de empatar 3:3 ante Corinthian Football Club y lograr un contundente 4:0 en un segundo encuentro, para un 7:3 en el marcador global. La tercera ronda significó un hecho histórico para Corinthian debido a que era la primera vez que participaba en la copa, después de una serie de restricciones que le impidieron jugar en cualquier competición. En la primera disputa el encuentro fue equilibrado, sin un claro dominador pero con oportunidades para ambos. Un partido donde se anotaron seis goles, el tercer encuentro con mayor cantidad de goles en la tercera fase. La Revancha resultó menos difícil para el City después de que los jugadores Billy Austin, George Hicks y Tommy Johnson anotaran los goles decisivos; Hicks abandonó el partido debido a una lesión sufrida en la celebración del gol.
En la cuarta ronda le ganó 4:0 al Huddersfield Town Football Club, campeón de la Premier League. El estadio del City había acogido a 74 799 espectadores el 30 de enero de 1926, la segunda mejor marca del club hasta esa fecha. Para la siguiente ronda los Citizens jugaron el mejor y más completo partido durante esa temporada al derrotar 11:4 al Crystal Palace Football Club, un récord de goles en un partido desde 1903. El futbolista más destacado fue Frank Roberts con cinco anotaciones, seguido de Tommy Browell con tres. Sin embargo, el City volvería a golear 6:1 al Leyton Orient Football Club en la sexta ronda, siendo Tommy Johnson una de las figuras del partido al anotar un triplete y George Hicks al marcar por quinta vez consecutiva.
El 27 de marzo el Manchester City se enfrentó al Manchester United en el estadio Bramall Lane, en el denominado derbi de Mánchester. Tommy Browell marcó la primera anotación por medio de un saque de esquina, mientras que en la parte complementaria Browell (por segunda ocasión) y Frank Roberts marcaron los goles finales para un total de 3:0.

## Partido
Antes del inicio del partido final, soldados del Real Cuerpo de Ingenieros y miembros del astillero de Chatham animaron a la gran multitud de espectadores que formaron parte del evento deportivo. Inmediatamente después de haber cantado el himno nacional, los jugadores, árbitros oficiales y presidentes de los clubes presenciaron al rey Jorge V del Reino Unido. El capitán del Bolton, Joe Smith, ganó la apuesta para decidir qué club iniciaría el encuentro en el primer tiempo. En la mayoría de encuentros disputados por Bolton Wanderers en el estadio Wembley siempre se presentaba un retraso de varios minutos, sin embargo, en esta ocasión fue lo contrario debido a que la final se disputó tres minutos antes de lo previsto.
Como se preveía, Bolton alistó a diez de los once futbolistas que jugaron la final de la FA Cup de 1923. El lateral izquierdo, Harry Greenhalgh, fue el único jugador no seleccionado en la formación titular desde 1923. Cada equipo jugó con la formación tradicional de la época: dos defensas, tres mediocampistas y cinco delanteros. Bolton siempre mantuvo un perfil alto en la final, un corresponsal del periódico británico The Times escribió: «en los primeros cinco minutos Bolton Wanderers eran tan superior a sus oponentes que pudieran haber estado dando una exhibición para el cine contra colegiales». En el partido el Manchester City fue de menos a más, debido a que crearon las más claras oportunidades de gol. En general, los defensas disputaron el encuentro con gran intensidad después de varias intervenciones precisas durante el primer tiempo. El capitán de Bolton, Joe Smith, fue fundamental en el ataque junto al extremo zurdo Ted Vizard, por lo que recibieron elogios durante el partido.
George Hicks, delantero del City, fue descrito generalmente como el futbolista más eficaz y desequilibrarte por gozar de las mejores oportunidades. En una jugada discutida durante el partido, el capitán del Manchester, Jimmy McMullan, ejecutó un tiro libre que obligó al guardameta Dick Pym a rechazar el balón, lo que produjo un saque de esquina. La ejecución del saque llevaba como destino el primer poste del arco, una jugada estratégica debido a que varios futbolistas esperaban el centro en esa dirección aunque la jugada terminó por una infracción cometida al defensa Harry Greenhalgh. En otra jugada del partido el Bolton inició un contraataque que finalmente fue controlado por el Manchester, una de las mejores oportunidades del Bolton que buscaba el gol del triunfo en un partido de ida y vuelta; los corresponsales alabaron reiteradamente el encuentro, por la cantidad de ocasiones creadas por ambos equipos. A falta de menos de un cuarto de hora para finalizar el encuentro, el delantero del Bolton, David Jack, recibió la pelota en todo el centro del área del portero del City y ejecutó el balón a un costado, dando como resultado el primer y único gol del encuentro.
El Bolton ganó la copa por segunda vez, convirtiéndose en el primer club en ganar dos veces en el emblemático estadio de Wembley.

### Detalles del partido
|  |  |

| Bolton Wanderers F.C. 1                        | Manchester City F.C. 0   |
| ---------------------------------------------- | ------------------------ |
| 24 de abril de 1926                            |                          |
| Estadio Wembley, Londres - 91 447 espectadores |                          |
| Dick Pym                                       | Jim Goodchild            |
| Bob Haworth                                    | Sam Cookson              |
| Harry Greenhalgh                               | Philip McCloy            |
| Harry Nuttall                                  | Charlie Pringle          |
| Jimmy Seddon                                   | Sam Cowan                |
| Billy Jennings                                 | Jimmy McMullan           |
| Billy Butler                                   | Billy Austin             |
| Jack Smith                                     | Tommy Browell            |
| David Jack                                     | Frank Roberts            |
| Joe Smith                                      | Tommy Johnson            |
| Ted Vizard                                     | George Hicks             |
| DT Charles Foweraker                           | DT Albert Alexander, Sr. |
| David Jack 76'                                 |                          |

## Celebración
El equipo de Bolton fue recibido por multitudes de seguidores después de la consagración. En un intercambio lúdico el capitán Joe Smith ofreció la copa al alcalde de Bolton y dijo que el trofeo había sido ganado por el club y que la entregaría a la ciudad, algo que rechazó el funcionario.
Bolton obtendría una vez más la copa en 1929 después de ganar 2:0 al Portsmouth Football Club. El equipo vencedor estaba integrado por cinco futbolistas ganadores de la copa de 1926. El goleador David Jack fue traspasado al Arsenal Football Club en 1928, una transferencia récord en ese entonces por superar los € 10 000. Jack ganó otras dos copas con el Arsenal.
Al llegar de vuelta a la ciudad de Mánchester, el equipo Citicen fue recibido formalmente en el ayuntamiento de Mánchester. Inmediatamente después del recibimiento el club se trasladó al estadio Maine Road para disputar un partido de liga contra el Leeds United Association Football Club. Manchester ganó ese partido por 2:1 pero no logró ganar el fin de semana siguiente y fue relegado a la segunda división.